# 物外可什
物外可什（もつがい かじゅう）は、鎌倉時代後期から南北朝時代の臨済宗の僧。

## 経歴・人物
南浦紹明の室に入り、その法を嗣ぐ。天岸慧広らと渡元し、元徳元年（1329年）明極楚俊の来日にしたがって帰国する。博多崇福寺、鎌倉建長寺の住持を歴任した。